# Real Life (álbum de Magazine)
Real Life es el primer álbum de la banda post-punk Magazine.

## Descripción
El álbum fue grabado entre marzo y abril de 1978, después de la inserción del tecladista Dave Formula a la banda, en reemplazo de Bob Dickinson, quien había sido solicitado salir del grupo a finales de 1977. En ese entonces, la banda estaba compuesta por Howard Devoto en la voz, Formula en los teclados, Barry Adamson en el bajo, John McGeoch en la guitarra y Martin Jackson en la batería.
Desde la formación de la banda en 1977, Devoto quería un diferente grupo a su anterior, los Buzzcocks; era el momento del punk, toda la industria estaba al favor del género, pero Devoto quería algo más experimental, una influencia "de todo un poco": punk y repertorios experimentales como el género krautrock (Can), el álbum "Low" de David Bowie y grupos de rock progresivo como Pink Floyd y la banda glam Roxy Music. Devoto les citó a sus compañeros el álbum "Low" como ejemplo de influencia de la banda, durante los primeros días.
Parte del material de "Real Life" había dado a luz cuando Devoto aún estaba en Buzzcocks, pues la canción más exitosa del álbum "Shot By Both Sides" (que había sido sacado en sencillo en febrero del 78), contenía la parte de guitarra que también caracterizaba a la canción "Lipstick" de aquella banda y ya sacada cuando Pete Shelley había tomado la voz en lugar de Devoto. La canción Shot By Both Sides está acreditada a Shelley, Devoto y a McGeoch, quien también fue el que diseñó la mayor parte del álbum.
Devoto y McGeoch se habían conocido en 1977, y el primero le tenía preparado al segundo un lugar en Magazine. Las canciones habían sido compuestas en ese año por ambos, a excepción de "Motorcade", compuesta por Devoto y Bob Dickinson, primer tecladista de la banda. 
A pesar de la gran diferencia que tenía con los ritmos musicales en boga, como el punk o la música disco, "Real Life" si supo llevarse admiración, llegando al mediano puesto de algún top 50 de 1978, pues el primer puesto era ocupado por ABBA. Su sonido innovador llegaría a gustar.

## Listado de canciones
1. Definitive Gaze
2. My Tulpa
3. Shot By Both Sides
4. Recoil
5. Burst
6. Motorcade
7. The Great Beautician In The Sky
8. The Light Pours Out Of Me
9. Parade

Extra tracks (versión remasterizada, 2007):
1. Shot By Both Sides (Single Version)
2. My Mind Ain't So Open
3. Touch And Go
4. Goldfinger

## Personal

### Banda
- Howard Devoto: Voz
- John McGeoch: Guitarra; saxofón en la canción 11
- Barry Adamson: Bajo
- Martin Jackson: Batería
- Dave Formula: Teclados

### Producción
- John Leckie: productor

### Ilustración
- Linder: diseñadora de la portada.

## Curiosidades
- John Leckie también se dedicó a producir otros álbumes de New Wave y Post Punk, como los dos primeros de Simple Minds o a The Fall.

- La canción "Definitive Gaze" iba a ser la canción homónima del álbum. Sin embargo, antes de la grabación del álbum, el grupo lo hizo con unas Peel Sessions que contenían las canciones de lo que iba a ser el álbum, y entre ellas esta canción, que fue bautizada con el nombre de "Real Life" en aquel momento y aparece así en el compilatorio box-set del grupo llamado "Maybe It's Right to Be Nervous Now" (2000), que reúne también sus sesiones con John Peel (Peel Sessions).

- Linder Sterling, diseñadora de la carátula del disco, era en ese entonces la enamorada de Devoto. En ese mismo 1978 ella forma Ludus, otra banda experimental post-punk, que llegó a ser comparada a veces con Magazine; ella sería la cantante.

- Por la influencia de Magazine, la canción "The Light Pours Out Of Me" fue versionada por Peter Murphy, cantante de Bauhaus, pero ya como solista, y Ministry.

- Datos: Q514981